# Henggart
Henggart är en ort och kommun i distriktet Andelfingen i kantonen Zürich, Schweiz. Kommunen har 2 325 invånare (2023).